# Reichenbachia tumidicornis
Reichenbachia tumidicornis är en skalbaggsart som beskrevs av Thomas Casey 1886. Reichenbachia tumidicornis ingår i släktet Reichenbachia och familjen kortvingar. Inga underarter finns listade i Catalogue of Life.